# Hasan Čengić
Hasan Čengić (30. srpna 1957 - 7. listopadu 2021) byl bosenský politik, který sloužil jako místopředseda vlády a náměstek ministra obrany Federace Bosny a Hercegoviny. Během bosenské války byl Čengić hlavním fundraiserem a nákupčím zbraní pro administrativu Aliji Izetbegoviće.
Čengić byl považovaný za muslimského zastánce tvrdé linie a jednoho z nejvlivnějších lidí v Sarajevu a byl také zastáncem íránského vlivu v Bosně a Hercegovině.

## Život
Čengić se narodil v Odžaku u Foče-Ustikoliny v SR Bosně a Hercegovině v Jugoslávii otci Halidovi a matce Merjemě rozené Lutvikadić. Byl vzdáleným bratrancem bosenskomuslimského politika Adila Zulfikarpašiće.
Jako mladý imám vedl Čengić skupinu s názvem Tabački Masjid, která odsuzovala diskotéky a smíšená manželství a obhajovala zahalování žen a také zákaz alkoholu. Pro Loftuse byl Čengić sympatizantem íránské revoluce, který „vnímal velký potenciál v novém internacionalismu“ a který pro svou komunitu obhajoval panislámský kurs.
V roce 1981 Čengić publikoval článek v časopise „Glasnik“ o praxi práva šaría. V článku Čengić zkoumal aplikaci šaría v islámském světě a napsal o Íránu, že ukazuje „rostoucí tendenci rozejít se se západními modely a odhodlání vrátit se k vlastním zákonům, kultuře a civilizaci“. V článku se spolu s Džafarem Nimeirym ze Súdánu a Muhammadem Zia-ul-Hakem z Pákistánu silně opíral o Rúholláha Chomejního a hojně ho citoval. Loftus píše, že Čengić v článku vidí íránskou revoluci jako „nejreprezentativnější moment síly nové muslimské koalice vedle ropného embarga z roku 1973“. Čengić v článku zastává názor, že „Muslimové mají prostor, populaci, dynamiku, sílu, energii a peníze“ a dochází k závěru, že není důvod, proč by se nemohli stát „pánem světa zítřka“. Loftus dále píše, že ačkoli Čengić v článku nezmiňuje jugoslávské muslimy, „implicitně vytvořil prostor pro vlastní komunitu“ v „potenciální koalici islámských „pánů zítřka“.

### Sarajevský proces
Čengić byl členem mladých muslimů, islamistické organizace, kterou vedl Alija Izetbegović. Členové organizace, včetně Izetbegoviće a Čengiće, byli souzeni v roce 1983. Hamdija Pozderac, prezident Svazu komunistů Bosny a Hercegoviny, řekl, že organizace pracuje na panislamismu, který povede k „etnicky vyčištěné Bosně a Hercegovině“, a že hledají spolupráci s muslimským světem, zejména s Íránem. Žalobci argumentovali tím, že se obvinění ztotožňovali s islámskou revolucí a že někteří z nich tajně odjeli do Teheránu u příležitosti výročí revoluce, přičemž k podtržení těchto souvislostí byly použity spisy obviněných, a zejména Islámská deklarace, jejímž autorem je Izetbegović. Na konci procesu byl každý obviněný odsouzen ke 14 letům vězení za různé muslimské nacionalistické aktivity.

## Válka v Bosně
Během bosenské války jmenoval Alija Izetbegović Čengiće hlavním fundraiserem a nákupčím zbraní, pověřeným vyjednáváním tajných obchodů se zbraněmi. Čengić jezdil do cizích zemí jednat o dodávkách zbraní bosenským silám, včetně Íránu. Pro jeho časté cesty do islámských zemí byl přezdíván „létající imám“. Byl také členem poradního výboru Agentury třetí světové pomoci (TWRA), o níž se předpokládá, že během válečného období od roku 1992 do roku 1995 přinesla vládě Republiky Bosna a Hercegovina 350 milionů dolarů, z nichž nejméně polovina byla použita na pašování zbraní. Většina peněz pocházela ze zemí Blízkého východu včetně Íránu a především ze Saúdské Arábie. Dary také pocházely z Turecka, Súdánu, Bruneje, Malajsie a Pákistánu.
Ve druhé polovině roku 1991 byla Strana demokratické akce (SDA) velmi aktivní v přípravách na válku, o níž vedení strany vědělo, že je nevyhnutelná. V červnu 1991, před vyhlášením nezávislosti Slovinskem a Chorvatskem a deset měsíců před vypuknutím konfliktů v Bosně a Hercegovině, se SDA rozhodla vytvořit vlastní polovojenskou Vlasteneckou ligu s Čengićem, tehdy 43letým imámem, v čele. Protože Vlastenecká liga potřebovala zbraně, střelivo, zásoby a uniformy, Čengić pro podporu navštívil islámské země.
Čengić byl spolu se svým otcem zodpovědný za údržbu Armády Republiky Bosna a Hercegovina (ARBiH), zásobování, řízení dopravy, transport a lékařské a veterinární služby. Tyto pozice jim umožňovaly velký vliv, čehož bylo silně využíváno. Čengić preferoval zapnuté uniformy bez límečku, po vzoru uniforem Íránců, a měl pověst tvrdého muže.
List Slobodna Bosna tvrdil, že Čengić byl obchodním partnerem ruského obchodníka se zbraněmi a bývalého důstojníka KGB Viktora Buta, jinak známého jako „obchodník se smrtí“. V květnu 2006, když se při tranzitu z Bosny a Hercegoviny do Iráku ztratilo 200 000 útočných pušek AK-47, byla dopravcem jedna z Butových leteckých společností.
Podle rakouské policie byl v dozorčí radě Třetí světové záchranné agentury (TWRA), falešné humanitární organizace se sídlem v Súdánu.